# Historia UD Salamanca, Años 1970

## Temporada 1970-1971
- El objetivo es el ascenso. El club debe realizar refuerzos, ya que solo quedarían nueve jugadores de la anterior temporada. También se intenta contratar un nuevo entrenador, pero finalmente es Enrique Orizaola el que sigue al mando del equipo.
- La Unión milita en el Grupo II de la Tercera división. El comienzo fue bueno, llegando a ocupar el primer puesto en la cuarta Jornada, pero el equipo se desinfló y acabó en décimo lugar.
- La directiva pone en marcha la Operación 10.000, que consistía en que cada antiguo socio consiguiera dar de alta a otro nuevo para poder llegar a esa cifra, algo que no se consigue.
- Orizaola es destituido el 20 de octubre y Heriz ocupa su puesto hasta marzo, momento en el que se hace cargo el secretario técnico, Manuel Soler. La misión de este sería la de acabar de la forma más digna posible, así como conocer y probar jóvenes jugadores de cara a la siguiente campaña.
- En noviembre de 1970, el presidente pone su cargo en manos de los socios debido a la situación deportiva. José Luis Paniagua López, jugador de la UDS en la década de los 50, es elegido presidente en abril de 1971, introduciendo en la Junta Directiva a otro exjugador, Reyes.
- Hubo cuantiosas multas del club a los jugadores. Al perder el partido contra el Huesca, los jugadores son multados con 10.000 pesetas (60,10 €). También fueron multados dos jugadores por nocturnidad, con cantidades que oscilaban entre 25.000 pesetas (150,25 €) y 50.000 pesetas (300,5 €).
- El 5 de mayo de 1971 se juega un partido de clasificación para las Olimpiadas de Múnich en el Estadio Helmántico. 3-0 ganó España a Turquía, en un estadio casi lleno a pesar de los altos precios que impuso la directiva.

## Temporada 1971-1972
- Temporada marcada por la irregularidad del equipo. A mitad de temporada es destituido Enrique Buqué, a pesar estar en segunda posición a un punto del primero. Su puesto lo ocupó García Verdugo, que continuó con la irregularidad.
- El equipo sufrió pero finalmente se consiguió el segundo puesto. Durante las últimas jornadas eran constantes los rumores sobre primas a terceros, las polémicas y los incidentes entre aficionados.
- La promoción fue frente al Racing de Santander. El equipo cántabro no dio opciones a los charros.
- En la Copa del Generalísimo el equipo salmantino cae contra el Baracaldo.
- Los terrenos del Calvario que aún poseía la UDS fueron vendidos en diciembre por 19.300.000 pesetas (115.995,3 € aproximadamente).
- Se hace hueco en el equipo el joven Enrique. En cambio Salazar, se pasa más de media temporada sin jugar debido al servicio militar y a una lesión en el tendón de Aquiles. El jugador Huerta también es víctima de las lesiones.

## Temporada 1972-1973
- En verano de 1972, José Luis Paniagua contrata a un joven y desconocido entrenador, José Luis García Traid. Se hace una renovación de la plantilla y las incorporaciones darían un excelente resultado: Muñoz, Sánchez Barrios, Lacasa, Robi y Cadarso, además de gente de la cantera salmantina.
- La primera jornada, la UDS gana en el Helmántico al Arechavaleta por 6-0, resultad que le da el primer puesto en la tabla de su Grupo de Tercera división y que ya no abandonaría hasta el final.
- La UDS se mantuvo invicta durante más de tres meses y la única derrota fue contra el Moscardó, en la Jornada 15. El equipo consiguió a lo largo de la temporada 82 goles a favor y 23 en contra. La gran temporada tiene repercusiones en los medios de comunicación. A principios de la segunda vuelta, la UDS es el mejor equipo en cuanto a puntos y victorias de las tres categorías nacionales. Chaves, de la misma forma, fue el máximo goleador de todas esas categorías con 29 tantos. El once que habitualmente suaba Traid era: 
  - Aguinaga, Néstor, Huerta, Pita, Enrique, Carmelo, Robi, Lacasa, Chaves, Muñoz y Sánchez Barrios.
- Fue el 29 de abril de 1972 el día que la UDS necesitaba ganar para ser matemáticamente campeón y ascender a Segunda división. El partido era contra el Moscardó, el único equipo que había ganado a la Unión en aquella temporada, pero esta vez la UDS ganó con un contundente 4-0 ante los casi 30.000 aficionados que llenaban el Helmántico.
- Los equipos que disputaron el Trofeo San Juan de Sahagún fueron el Anderlecht, el Benfica, el Orense y la UDS. Fue el equipo portugués, el Benfica, él se adjudicara dicho torneo.
- La directiva fichó para la siguiente temporada a Chaves, Sánchez Barrios y Robi, que estaban cedidos por el Real Madrid. También se hacen con el fichaje de Rodri, pero en cambio algunos jugadores, como Néstor, abandonaron el equipo.

## Temporada 1973-1974
- Bajo la presidencia de José Luis Paniagua López, y con un joven entrenador aragonés, José Luis García Traid, se consigue por primera vez el ascenso a Primera división.
- A la plantilla base de la anterior temporada se unieron algunos jugadores claves. El equipo se mostró contundente en los encuentros en el Helmántico y mantenía la ilusión al venir las primeras derrotas como visitantes.
- En la segunda vuelta se empieza a pensar en el milagro. Es en la Jornada 29 el equipo se coloca líder, pero sería el Hércules de Arsenio Iglesias el que bajó de las nubes a los unionistas tras ganar en el Helmántico. El delegado de la UDS, Gabino Sánchez, fue sancionado por cuatro meses por ofender al árbitro andaluz del encuentro contra el Orense que perdió el conjunto charro. De nuevo se polemizó en el siguiente encuentro perdido, de nuevo arbitrado por un colegiado andaluz. La directiva decidió que el equipo se concentrara todos los martes en el hotel de Cuatro Calzadas a falta de cuatro jornadas. La medida tuvo éxito y Chaves recuperó su olfato goleador.
- La penúltima jornada, el equipo se jugaba las posibilidades de ascenso contra el Betis, que no se jugaba nada. El partido fue en un Helmántico abarrotado, en horario nocturno. El único gol del encuentro llegó en el minuto 32 y fue obra de Sánchez Barrios. Se produjo una invasión de campo incluso antes del pitido final. La alineación por parte de la UDS para aquel partido fue: 
  - Aguinaga, Iglesias, Huerta, Moreno, Rodri, Robi, Lacasa, Pita, Galleguillos (Ferrero 76'), Chaves (Muñoz 80') y Sánchez Barrios.
- Al día siguiente estaba organizada una capea y fueron invitados todos los miembros del equipo bético. El último partido de liga fue intranscendente y al volver, el equipo subió al balcón del Ayuntamiento para festejar el logro deportivo conseguido. Se organizó un partido de celebración contra la selección de Chile y que el equipo charro perdió 1-3.
- A pesar del éxito deportivo y de un superávit de 8.000.000 pesetas (48.081 € aproximadamente), la Junta Directiva, presidida por José Luis Paniagua, presenta su dimisión y Victoriano Reyes abandona la secretaría técnica. El equipo tenía una deuda de unos 58.000.000 pesetas (348.587 € aproximadamente).
- En la Copa, el equipo cayó en la segunda eliminatoria contra el Elche.
- El Trofeo San Juan de Sahagún lo disputaban: Vitoria de Setúbal, Sporting de Gijón, San Lorenzo y UDS. El equipo charro aprovecha para realizar pruebas a jugadores para la siguiente temporada. Fueron descartados por el conjunto unionista Camacho (Real Madrid) y Cardeñosa (Real Valladolid).

## Temporada 1974-1975
- José Luis García Traid renueva su contrato y forma un equipo sólido y luchador de cara a la primera temporada de la historia del conjunto charro en Primera división. El equipo se refuerza con hombres como D'Alessandro y Rezza, este último tras tres meses de negociaciones con el San Lorenzo de Almagro. El damnificado fue Galleguillos, ya que solo podían tenerse dos licencias Foráneas. La línea defensiva unionista fue la mejor del campeonato, acabando el equipo como el menos goleado, con solo 29 goles en contra.
- 8 de septiembre de 1974: Primer partido del equipo en la Primera división y primer gol de la UDS en dicha categoría, obra de Álvarez H. en el encuentro UD Salamanca 2 - Elche CF 0 de la Jornada 1.
- La UDS consigue en la tercera Jornada un 0-0 contra el Real Madrid de Vicente Del Bosque, Pirri, Santillana... Se consiguió la mayor recaudación de la historia hasta el momento: 5.615.000 pesetas (33.747 € aproximadamente). El siguiente partido en el Helmántico, contra el Athletic Club, fue el primero retransmitido por televisión del equipo charro en su historia. El partido, ofrecido en directo por La Primera para toda España, acabó 0-0.
- El valencianista Víctor es cedido al conjunto unionista debido a la dificultad para hacer goles. Este acabaría siendo el máximo goleador del equipo salmantino.
- La visita del FC Barcelona fue lo más polémico de la temporada. El estadio se llenó y cedió una valla del Fondo Norte, lo que hizo que los aficionados tuvieran que cambiar de zona. Los charros ganaron el encuentro 1-0 con gol de Álvarez y en el túnel de vestuarios, el central barcelonista Gallego, insultó al colegiado. Este fue sancionado con tres partidos, aunque posteriormente le fueron perdonados por la Federación. Fue un encuentro violento, y la prensa catalana hizo eco de este hecho, con varios titulares criticando al público charro.
- Los resultados positivos hicieron soñar con la clasificación para la UEFA, pero la derrota contra el Hércules hicieron que las posibilidades disminuyeran. Gracias a los buenos resultados, el equipo acabó séptimo, a tan solo un punto de ese sueño. Sánchez Barrios y Robi fueron convocados por el Kubala. Ambos jugaron el encuentro que jugó España contra Alemania. Los españoles se impusieron por 3-2 y Sánchez Barrios destacó al dar dos asistencias de gol.
- En la Copa del Generalísimo, la Unión cayó en primera ronda contra el Barcelona Atlético.
- 15 de abril de 1975: Francisco Cosme Maza sustituye a José Luis Paniagua en la presidencia y se convierte en el presidente número 25 de la historia del club. Paniagua, que cumplió los cuatro años de mandato, había nombrado a Cosme Maza, presidente del Salmantino, vicepresidente primero de la UDS con la intención de hacer una transición natural. A pesar de que, legalmente, el cambio no se hizo hasta esa fecha, realmente, ya había tomado posesión del cargo el día 21 de marzo.
- Los socios y abonados del club llegaron a los 12.000. Se crea una nueva categoría para los que no había sido socios en la categoría de plata. Estos debían pagar un extra y permanecer tres años para poder ser socios. Los precios de los abonos oscilaban entre 2.500 pesetas (15,05 € aproximadamente) y 6500 pesetas (39,06 €). El presupuesto para esta temporada fue 50.320.000 pesetas (354.597 €) de los cuales unos doce millones (72.121 € aproximadamente) fueron destinados a fichajes. A pesar de estas cifras el club tenía un déficit de 59 millones de pesetas (354.597 €).
- 14 de enero de 1975: La cubierta del Helmántico no soporta el fuerte aire y se viene abajo dos días antes de un encuentro contra el Real Betis
- Los tres partidos televisados de la UDS durante esta campaña acabaron en empate.

## Temporada 1975-1976
- Se mantiene la base de la temporada anterior, aunque es baja Sánchez Barrios, fichado por el Real Madrid. No son demasiado acertadas las nuevas incorporaciones, salvo el fichaje de Ameijenda.
- El equipo consigue el objetivo de permanecer en Primera división. A final de temporada es el segundo equipo menos goleador, pero también es el segundo menos goleado.
- La primera jornada del equipo fue televisada. La UDS vence al Athletic Club por 2-0 y es Álvarez, otra vez, el encargado de estrenar el marcador charro en la nueva temporada.
- El partido en casa contra el Real Madrid benefició de nuevo a las arcas del club. El partido acabó con 0-0 como resultado y se tuvo una recaudación de 9 millones de pesetas (54.091 €).
- 25 de enero de 1976: Gol número 50 en Primera, obra de Robi en el encuentro UD Salamanca 2 - FC Barcelona 0 de la Jornada 19.
- La polémica de la temporada llegó en el partido contra el Atlético de Madrid en el Estadio Helmántico. El partido acabó con 2-2 en el marcador a pesar de que los colchoneros se adelantaron dos veces. Rial lograba el empate en dos ocasiones, pero también propició una fuerte entrada sobre Fraguas, que acabó lesionado. La Federación sancionó a Traid, a Rial, a Robi y al delegado colchonero por los enfrentamientos. También es sancionado el árbitro del encuentro y el club charro con una fuerte multa. Los jugadores del equipo colchonero acusaron a Rial de intencionalidad, mientras que los jugadores unionistas se negaron a hacer declaraciones a los medios de comunicación madrileños.
- El partido contra los colchoneros fue el inicio de una mala racha de resultados, pero finalmente se logró la salvación a falta de una jornada para el final. La polémica llegó en el partido contra el Sporting de Gijón debido a las sospechas de un prima de medio millón de pesetas (3005,06 €) por parte del Elche para que la UDS ganara en El Molinón. Con ese resultado, y un empate en la última jornada entre charros e ilicitanos, salvaba matemáticamente al conjunto alicantino. La UDS ganó en Gijón y, en la última jornada, empató a dos a pesar de su ventaja de dos tantos, lo que suponía el noveno puesto en la tabla de los unionistas.
- En Copa, el equipo unionista cae en la primera ronda contra el FC Barcelona, a pesar de ganar el encuentro de ida.
- El presupuesto del club es de 86 millones de pesetas (516.870 €) aunque la deuda del club asciende a 51 millones (306.516 €)

## Temporada 1976-1977
- Se marchan históricos, como Rial, Robi, Muñoz o Pepín, por problemas económicos del club, y se refuerza la plantilla con jugadores como Joao Alves, Juanito y algunas jóvenes promesas de la cantera.
- El equipo empezó perdiendo los tres primeros encuentros. Alves y Juanito marcaron los primeros goles del equipo en esta campaña, frente al Athletic Club. En la sexta Jornada, la UDS consiguió, por fin, ganar al Hércules Club de Fútbol. La sorpresa llegó en el primer partido de la segunda vuelta, en el Estadio Santiago Bernabéu, donde los charros se impusieron por 0-1 al Real Madrid. Jornadas más tardes, el equipo se imponía en casa al FC Barcelona por 2-0. En este encuentro un aficionado salmantino, Víctor Martín, denunció al barcelonista Heredia por agresión. La gran racha llevó al equipo al cuarto puesto pero el sueño UEFA se diluye en los últimos encuentros, acabando el equipo en 12.ª posición.
- La polémica llegó en el último encuentro, cuando el Racing de Santander necesitaba la victoria y se rumoreó con el intento de comprar a jugadores charros para que se dejaran ganar. Esto se agrandó por el gol de Rezza en los últimos minutos, pero nada se pudo demostrar a pesar de las acusaciones del gerente Gabino Sánchez Esteban.
- A pesar del aumento en un 30% del precio de los abonos, el club consigue unos 14.000 socios. El presupuesto para esta temporada oscilaba alrededor de los 112 millones de pesetas (673.133,5 € aproximadamente) y la deuda era de 52 millones de pesetas (312.526 € aproximadamente).
- Kubala convoca a Juanjo y Lanchas para jugar con selección aunque no llegan a debutar. Pepe Eguiluz convoca a Enrique para el Mundial Universitario, pero este rechazó asistir.
- En Copa del Rey se consigue llegar hasta semifinales, donde cayeron contra el Athletic Club. Morón fue el máximo goleador charro en el torneo del K.O.
- El presidente, Francisco Cosme Maza, convocó un concurso para elegir el himno oficial del equipo. Fueron presentadas tres versiones distintas. Ganó el concurso la obra del poeta salmantino José Ledesma Criado, autor de la letra, y el director del coro mixto de la Universidad, García Bernal, que compone la música. La versión original se graba con el coro universitario acompañado de la Banda Militar del Regimiento de la Victoria.

## Temporada 1977-1978
- Las altas y bajas para reforzar el equipo de Traid se empiezan a producir en el mes de mayo y en el equipo solo iban a quedar cuatro jugadores del ascenso.
- Francisco Cosme Maza, presidente de la UDS, presentaba un delicado estado de salud por problemas cardiacos. De su puesto se hace cargo el vicepresidente del club, Sebastián Polo Rodríguez. A pesar de sus graves problemas de salud, recibió el premio que ofrecía la revista Don Balón como presidente más efectivo de Primera división, puesto compartido con Santiago Bernabéu.
- Ángel Huerta, el Capi, se retira del fútbol el 26 de agosto de 1977, principalmente por presión del presidente unionista, a pesar de las insistencias de Traid para que siguiera. El defensa recibió la medalla de oro y brillantes del club.
- El 4 de septiembre a las 20:00, ante las cámaras de TVE, la UDS comienza la liga en casa ante el Real Madrid. La UDS ganó por 2-1 pese a que el equipo madrileño se adelantó en el marcador con un gol del salmantino Vicente Del Bosque. En la siguiente jornada, la UDS gana en el El Plantío y se coloca líder en la clasificación.
- 18 de septiembre de 1977: Gol número 100 en Primera, obra de Juanito D. en el encuentro UD Salamanca 2 - Sporting de Gijón 3 de la Jornada 3.
- A pesar de las siguientes derrotas, la Unión vuelve a los puestos de privilegio al vencer 1-0 al FC Barcelona en el Helmántico. Los siguientes resultados colocan al conjunto albinegro en la segunda posición.
- El comienzo de 1978 no fue bueno para el equipo, que perdió 3-1 en San Mamés con un partido cargado de incidencias. La UDS empató el encuentro con un gol de Joao Alves de penalti, aunque se tardaron más de catorce minutos en poder tirarlo ya que el público no dejaba de arrojar almohadillas y otros objetos sobre la portería de José Ángel Iribar. Con el resultado igualado, el portero del equipo charro, D'Alessandro, tuvo un choque con la cabeza de un jugador local, sufriendo un fuerte golpe en su costado izquierdo. Terminó el partido con normalidad, pero al finalizar este, el jugador argentino empezó a sentirse mal. En el viaje de regreso el portero charro sentía fuertes dolores, vómitos y sudoración fría. Una vez en Salamanca, fue ingresado en el Hospital Virgen de la Vega. A la mañana siguiente, sufrió un shock y tuvo que ser operado de urgencia, por rotura media renal. El Pibe perdió el riñón izquierdo, por imposibilidad terapéutica conservadora. Su pronóstico fue grave aunque, afortunadamente, la evolución fue positiva. Todos los ámbitos futbolísticos nacionales se preocuparon y mostraron su apoyo al cancerbero unionista.
- El 9 de febrero, D'Alessandro volvió a los entrenamientos. Durante este tiempo, la afición sufrió otro mazazo: Joao Alves firmaba por el Benfica por 22 millones de pesetas (132.222 € aproximadamente).
- El 23 de abril, D'Alessandro vuelve a los terrenos de juego, precisamente contra el Athletic Club, equipo de la fatídica lesión. No pudo celebrarse el regreso del portero ya que los bilbaínos vencieron por 0-3.
- El último partido fue contra el Español de Barcelona, marcado por los rumores de primas a los charros procedentes del Racing de Santander. El partido lo ganó el equipo charro consiguiendo así la novena posición en la tabla. La temporada se cerró con el anuncio de la marcha de García Traid al Real Betis y de Alves al Benfica.
- En la Copa, los charros no son capaces de pasar la primera ronda, siendo eliminados por el Atlético Balear. El Salmantino debuta en la competición, y al igual que el primer equipo, fue eliminado en la primera ronda.

## Temporada 1978-1979
- Se proclama a Jesús Sánchez Belda como nuevo presidente de la UDS, aunque dimite en diciembre y ocupa su cargo Valeriano López Egido hasta las elecciones de marzo, en las que sale elegido José Luis Paniagua. Este consigue un crédito de la Caja de Ahorros, que hasta entonces se negaba. A pesar de todo, la campaña acaba con un déficit de 137 millones de pesetas (aproximadamente 823.386,5 €).
- Felipe Mesones es el encargado de dirigir al equipo con el objetivo de permanecer en la categoría. La pretemporada estuvo cargada de rumores de fichajes y descartes de última hora. La UDS no consiguió ganar ninguno de los tres trofeos veraniegos que se disputaron.
- La Liga comenzó con derrota de los charros contra el Hércules Club de Fútbol en tierras alicantinas, equipo gafe de la Unión. El siguiente encuentro fue un 1-1 en casa frente al Real Madrid.
- El 27 de octubre, la Federación Española de Fútbol confirma que el encuentro entre España y Chipre se disputará en el Estadio Helmántico el 13 de diciembre. Dos días antes, el viento se llevó parte del graderío del estadio, pero el percance no impidió el partido, al que fueron unos 18.000 espectadores, con una recaudación de cuatro millones de pesetas (aproximadamente 24.040,5 €). El partido lo ganó el equipo español por 5-0 y uno de los goles fue obra del capitán para ese encuentro, el salmantino Vicente Del Bosque.
- La primera vuelta acaba con el equipo en 14.ª posición, cerca de los puestos de descenso. La UDS consigue vencer en casa al Barça por 1-0 y encadenar una brillante racha al final del campeonato, lo que le da al equipo la 10.ª posición.
- En esta temporada, la UDS consigue llegar a la cuarta ronda de la Copa, donde cae eliminado por el Sevilla FC.

## Temporada 1979-1980
- Llegan grandes jugadores al equipo. Carlos Lobo Diarte, procedente del Valencia CF, se convertiría en el fichaje más caro de la historia del club hasta ese momento.
- La UDS comienza la campaña de una forma brillante, no perdiendo ningún partido hasta la octava Jornada  en el Estadio Santiago Bernabéu contra el Real Madrid. A partir de ese momento el equipo encadena una mala racha en la que pasó dos meses sin ganar un solo encuentro. La irregular temporada hizo que el equipo pasara de la segunda posición hasta la 14.ª, en una liga de 18 equipos. Al final de temporada, la UDS logró alzarse hasta la 9 posición de la tabla.
- 4 de mayo de 1980: Gol número 200 en Primera, obra de Tomé en el encuentro UD Salamanca 2 - Sevilla FC 1 de la Jornada 32.
- El escándalo fue en el partido ante el CD Málaga, en el que se acusó a la UDS de comprar el partido. Las crónicas narraban una justa victoria del equipo charro por 0-3, lo que les daba la salvación. Las consecuencias de este partido fueron la inhabilitación, un año después, de Mesones y Paniagua, además de sanciones a otros miembros que más tarde serían indultados.
- En Copa, la Unión llegó a la cuarta ronda, de la que fue eliminado por el Logroñés.
- El unionista Corchado fue convocado varias veces para jugar con la selección Sub-21.

| Predecesor: Años 1960 | Historia de la Unión Deportiva Salamanca Años 1970 | Sucesor: Años 1980 |

- Datos: Q47494976